# 大成館
25°04′53″N 121°19′31″E / 25.08134°N 121.32524°E

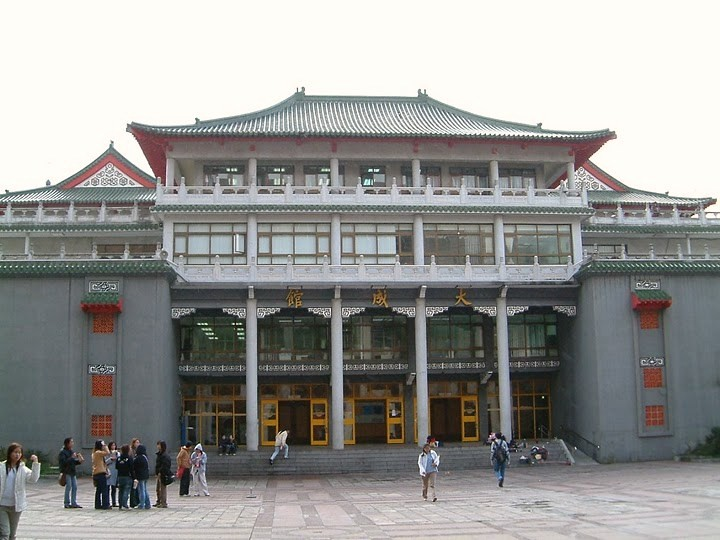
大成館正面

大成館是位於中國文化大學陽明山校本部的一棟教學大樓，是該校前身中國文化學院創校時首先興建的館樓，有匾額「萬里樓」一面。由台灣重要戰後建築師盧毓駿研究周代明堂之設計，建築四面之屋頂各以正立面的廡殿頂、覆蓋翠綠色琉璃瓦，兩側的歇山頂、與後立面之卷棚頂呈現。為呈現中國文化之美，整棟建築物以「器」字造型呈現。附有興中堂、齊園講堂、實習法庭等。
大成館位於百花池與曉峰紀念館之間，鄰近大義館球場與大仁館球場。現為該校社會科學院與新聞暨傳播學院院館，提供兩院學生教學與上課使用。

## 使用單位
| 新聞暨傳播學院系所 College of Journalism & Communication Departments | 新聞學系                           | 廣告學系（页面存档备份，存于）           |
| 新聞暨傳播學院系所 College of Journalism & Communication Departments | 資訊傳播學系（页面存档备份，存于） | 大眾傳播學系                             |
| 新聞暨傳播學院系所 College of Journalism & Communication Departments | 新聞學系碩士班                     | 資訊傳播學系碩士班（页面存档备份，存于） |
| 社會科學院系所 College of Social Sciences Departments | 政治學系暨碩士班、博士班 （页面存档备份，存于） | 經濟學系暨碩士班                       |
| 社會科學院系所 College of Social Sciences Departments | 勞工關係學系暨碩士班                            | 社會福利學系暨碩士班                   |
| 社會科學院系所 College of Social Sciences Departments | 行政管理學系                                    | 中山與中國大陸研究所（碩士班、博士班） |
| 社會科學院系所 College of Social Sciences Departments | 社會科學院澳門境外碩士專班                      |                                        |
研究中心
- 香港研究中心
- 澳門研究中心
- 兩岸與中國大陸研究中心

## 樓層配置
| 大成館樓層配置 |                                                                          |
| 4樓            | 廣告系教授研究室、普通教室                                               |
| 3樓            | 中山與中國大陸研究所、普通教室                                           |
| 2樓            | 新聞暨傳播學院、廣告系、大傳系、新聞系系辦公室、經濟系、勞工系、普通教室 |
| 1樓            | 社會科學院、政治學系、行政管理學系、社會福利學系系辦公室、普通教室       |